# Антипов, Юрий Александрович
Ю́рий Алекса́ндрович Анти́пов (21 февраля [6 марта] 1915 года — 4 июня 1997 года) — участник Великой Отечественной войны, заслуженный лётчик-испытатель СССР, Герой Советского Союза (1957), полковник.

## Биография
Родился 21 февраля (6 марта) 1915 года в Москве в семье рабочего. Русский.
Окончил неполную среднюю школу и школу ФЗУ. В 15 лет начал работать на самолетостроительном заводе, там же поступил в аэроклуб. В 1934 году был призван в ряды Красной Армии, в том же году окончил Одесскую военную авиационную школу пилотов и оставлен в ней лётчиком-инструктором.

### Великая Отечественная война
С началом Великой Отечественной войны на фронте. В составе 402-го истребительного авиаполка специального назначения принимал участие в боевых действиях на Северо-Западном фронте, где и открыл счёт своих побед.
В сентябре 1941 года капитан Ю. А. Антипов был направлен в 180-й истребительный авиаполк на должность заместителя командира эскадрильи. В один из дней около 30 вражеских многоцелевых самолётов Messerschmitt Bf.110 попыталась нанести штурмовой удар по аэродрому полка. Навстречу им поднялось 6 наших истребителей МиГ-3. Советские лётчики стремительной атакой сверху сбили сразу две машины. Но противник не отступил: разделившись на две группы он вступил в бой. Первая группа направилась в сторону аэродрома, а вторая связала боем наших лётчиков. Завязалась ожесточённая воздушная схватка. Наши лётчики энергично маневрировали, не позволяя немцам расстрелять самолёты, стоявшие на аэродроме. И тогда противник решил атаковать «МиГи» сразу двумя группами. Обстановка в воздухе ещё более обострилась.
Двум «Мессерам» удалось зайти в хвост самолёта Ю. А. Антипова и поджечь его. Тот стал выходить из боя. Немцы — за ним, пытаясь добить. Командир эскадрильи А. Ф. Семёнов бросился на помощь товарищу и с короткой дистанции расстрелял увлекшегося преследованием гитлеровца. Ю. А. Антипов, будучи раненным, сумел посадить свой повреждённый самолёт. В этом бою наша шестёрка сбила 6 вражеских самолётов, 2 из них пришлось на долю Ю. А. Антипова. Но ранения оказались серьёзными и лётчика отправили на По-2 в Калининский госпиталь. К тому времени, летая на истребителе МиГ-3, он совершил около 200 боевых вылетов и одержал 7 воздушных побед.
После излечения Ю. А. Антипов был отправлен на лётно-испытательскую работу. Летом 1942 года ему доверили особое задание: проводить испытания поставляемых по ленд-лизу из США и Великобритании истребителей «Томагаук», «Киттихаук», «Харрикейн» и переучивание на них советских лётчиков. Эта работа проводилась в 27-м запасном авиаполку на одном из аэродромов под Вологдой. В начале 1943 года, закончив КУОС, капитан Ю. А. Антипов был направлен в НИИ ВВС, где участвовал в испытательных воздушных боях на трофейных самолётах с целью определения их наиболее слабых и уязвимых мест.

### После войны
После войны полностью посвятил себя лётно-испытательской работе в Государственном Краснознаменном НИИ ВВС. Уже к ноябрю 1946 года Ю. А. Антипов был в числе 9 лётчиков, входивших в первую группу испытателей советских серийных реактивных самолётов. Он был удостоен чести быть ведущим лётчиком на государственных испытаниях опытного МиГ-9.
Насколько непростыми были эти испытания, говорит случай, происшедший с ним в одном из полётов при разгоне самолёта до максимальной скорости. На высоте 5 км из-за разрушения одной половины стабилизатора самолёт с большой вертикальной перегрузкой перешёл из горизонтального полёта в крутой набор высоты. Ю. А. Антипову разрешили покинуть самолёт. Однако, понимая важность сохранения опытной машины, лётчик, используя запас высоты, нашёл возможность управлять самолётом с помощью изменения работы двигателя. Рискуя жизнью он посадил машину на свой аэродром. Специалисты быстро разобрались в дефекте и провели необходимые конструктивные мероприятия.
В 1947 году Ю. А. Антипов успешно провёл испытания МиГ-9, что позволило запустить его в серию, а через год — испытания истребителя МиГ-15 и показной пилотаж на празднике в Тушино. В последующие годы в ВВС началось активное освоение полётов днём и ночью, в облаках и за облаками. Ю. А. Антипов успешно освоил полёты в сложных метеоусловиях с боевым применением, а в 1954 году успешно освоил полёты на самолётах МиГ-17П и Як-25 в сложных метеоусловиях.
Поднял в небо и выполнил испытания Р-1 (И-320) 11 января 1949 года и Р-2 (И-320) 9 сентября 1949 года. Участвовал в испытаниях Ил-40, МиГ-19, Л-29.
При испытаниях на штопор самолёта МиГ-19, имеющего ещё большую стреловидность крыла, Ю. А. Антипов полетел в качестве лётчика облёта. Его сопровождал, как это обычно делается при полётах на штопор и других особо сложных испытаниях, второй самолёт (часто на нём летит оператор киносъёмки). Выводя из штопора, Антипов дал, как полагается, вначале педаль руля поворота против вращения, а затем отдал от себя ручку. При этом рослый Ю. А. Антипов, которому было тесно в кабине, незаметно для себя слегка отклонил её в сторону, против вращения. Самолёт продолжал штопорить. Как рассказывал потом Ю. А. Антипов, после второй попытки вывода с ним случилось что-то вроде шока или оторопи — он держал рули на вывод и ждал. Стрелка высотомера быстро вращалась.
Ю. А. Антипов осознал ситуацию и сразу вытянул шторку из заголовника кресла, приводящую в действие катапульту и защищающую лицо от встречного потока. Вначале должен был сброситься фонарь, но он остался на месте! Когда запаса высоты почти не оставалось, Ю. А. Антипов изо всех сил ударил кулаками снизу по фонарю, он слетел, и катапульта сработала. Как потом показали расчёты, сила удара по фонарю должна была быть не меньше 220 кг!
Указом Президиума Верховного Совета СССР от 9 сентября 1957 года за освоение новой военной техники и проявленные при этом мужество и героизм лётчику-испытателю полковнику Юрию Александровичу Антипову присвоено звание Героя Советского Союза с вручением ордена Ленина и медали «Золотая Звезда» (№ 11096).
За свою лётную жизнь старший лётчик-испытатель НИИ ВВС Ю. А. Антипов освоил свыше 200 различных типов самолётов и вертолётов.
С 1964 года полковник Ю. А. Антипов — в отставке. Работал экскурсоводом в Музее ВВС в поселка Монино.
Скончался 4 июня 1997 года. Похоронен на кладбище деревни Леониха Щёлковского района Московской области.

## Награды
- Медаль «Золотая Звезда» Героя Советского Союза
- Три ордена Ленина
- Четыре ордена Красного Знамени
- Орден Отечественной войны I степени
- Орден Отечественной войны II степени
- Орден Красной Звезды
- Медали, в том числе:
  - Медаль «За победу над Германией в Великой Отечественной войне 1941—1945 гг.»
  - Юбилейная медаль «Двадцать лет Победы в Великой Отечественной войне 1941—1945 гг.»
  - Юбилейная медаль «Тридцать лет Победы в Великой Отечественной войне 1941—1945 гг.»
  - Юбилейная медаль «Сорок лет Победы в Великой Отечественной войне 1941—1945 гг.»

## Память
В посёлке Чкаловский (в черте города Щёлково) Московской области на доме, в котором жил Герой, установлена мемориальная доска.

## Семья
Супруга —  Людмила Владимировна Антипова (Русецкая) (1923—2021).